# Bad Kohlgrub
Bad Kohlgrub – miejscowość i gmina uzdrowiskowa w Niemczech, w kraju związkowym Bawaria, w rejencji Górna Bawaria, w regionie Oberland, w powiecie Garmisch-Partenkirchen. Leży około 25 km na północny wschód od Garmisch-Partenkirchen.

## Demografia
| Rok  | Liczba mieszk. |
| ---- | -------------- |
| 1970 | 1 975          |
| 1987 | 1 987          |
| 2000 | 2 261          |
| 2005 | 2 420          |

### Struktura wiekowa
Dane o ludności z 31 grudnia 2008:
| Opis                                | Ogółem | Ogółem | Kobiety | Kobiety | Mężczyźni | Mężczyźni |
| ----------------------------------- | ------ | ------ | ------- | ------- | --------- | --------- |
| Jednostka                           | osób   | %      | osób    | %       | osób      | %         |
| Populacja                           | 2465   | 100    | 1266    | 51,36   | 1199      | 48,64     |
| Wiek przedprodukcyjny (0–17 lat)    | 449    | 18,22  | 221     | 8,97    | 228       | 9,25      |
| Wiek produkcyjny (18–65 lat)        | 1496   | 60,69  | 749     | 30,39   | 747       | 30,3      |
| Wiek poprodukcyjny (powyżej 65 lat) | 520    | 21,1   | 296     | 12,01   | 224       | 9,09      |

## Polityka
Wójtem gminy jest Gerald Tretter, rada gminy składa się z 14 osób.
|      | FV | FBKNL | LW | FWG | TA | Razem |
| 2008 | -  | 5     | 3  | 3   | 3  | 14    |
| 2002 | 2  | 6     | 3  | 3   | -  | 14    |

## Oświata
W gminie znajduje się przedszkole (50 miejsc) oraz szkoła podstawowa z Hauptschule (14 nauczycieli, 210 uczniów).